# PR-574
A Rodovia PR-574 é uma estrada pertencente ao governo do Paraná, que faz a ligação entre a localidade de Palmitópolis e a BR-369, passando pela cidade de Cafelândia.

## Denominação
- Rodovia Padre Luiz Luise, no trecho entre Cafelândia e a BR-369, de acordo com a Lei Estadual 8.814 de 12/07/1988.[1]

## Trechos da Rodovia
A rodovia possui uma extensão total de aproximadamente 21,3 km, podendo ser dividida em 2 trechos, conforme listados a seguir:
| Ponto de referência                               | Extensão do trecho | Extensão acumulada | Situação        |
| ------------------------------------------------- | ------------------ | ------------------ | --------------- |
| Entroncamento PR-575 (localidade de Palmitópolis) | ---                | 0 km               | ---             |
| Cafelândia                                        | 8,2 km             | 8,2 km             | Não pavimentado |
| Entroncamento BR-369                              | 13,1 km            | 21,3 km            | Pavimentado     |

Extensão pavimentada: 13,1 km (61,50%)